# Uniwersytet Mondragon
Uniwersytet Mondragon (bask. Mondragon Unibertsitatea, MU) – prywatny uniwersytet w kraju Basków. Jest częścią korporacji Mondragon. Jego główny kampus znajduje się w mieście Mondragón w prowincji Guipuzcoa.

## Historia
Obecny uniwersytet został utworzony w 1997 roku przez połączenie trzech istniejących uczelni związanych z Korporacją Mondragon. Nowy uniwersytet został oficjalnie uznany przez parlament baskijski 30 maja 1997 roku.

## Wydziały

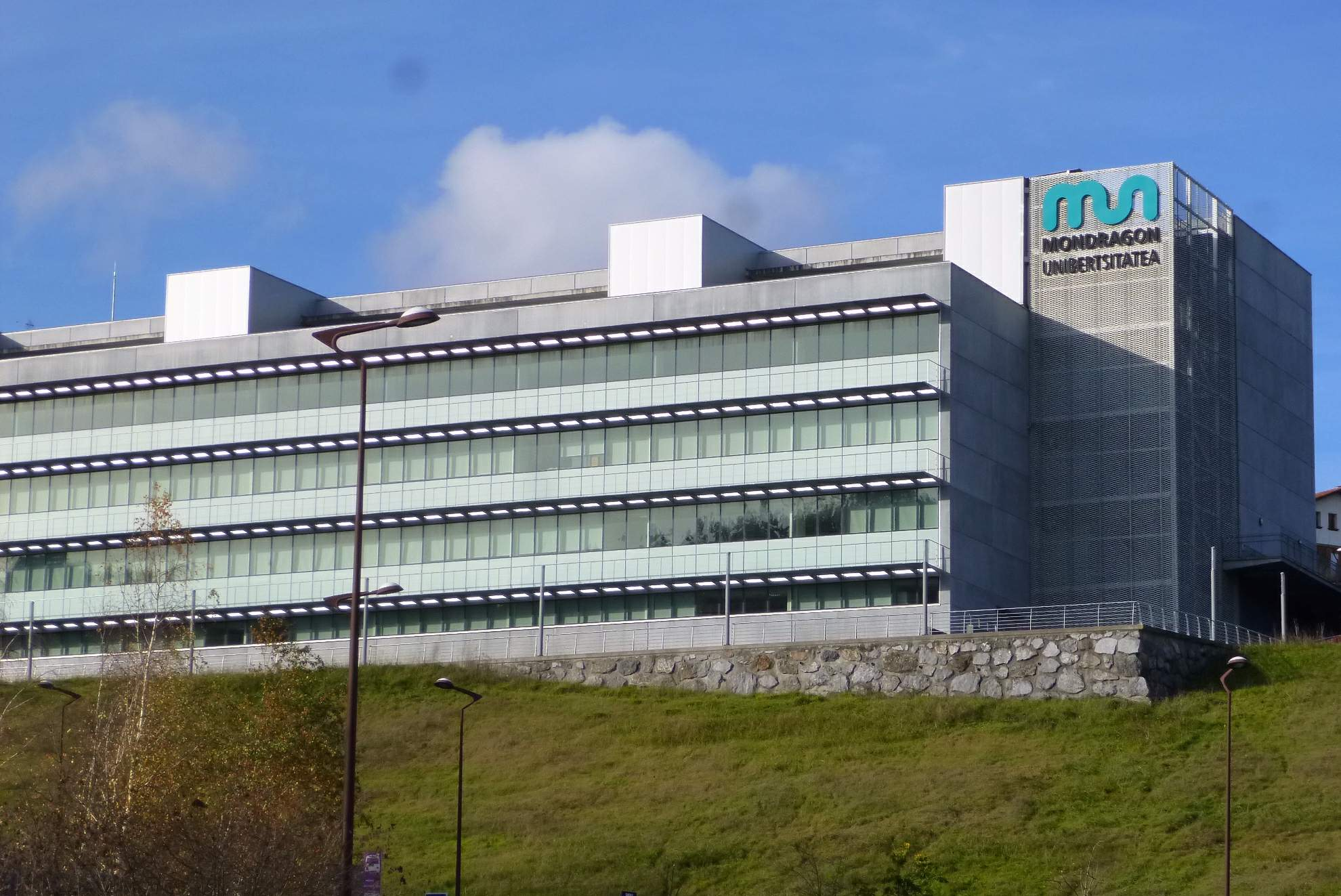
Garaia – budynek wydziału inżynierii w Mondragón

Obecnie uniwersytet składa się z czterech wydziałów:
- Wydział inżynierii[6]
- Wydział studiów biznesowych[7]
- Wydział nauk humanistycznych i edukacji[8]
- Wydział nauk gastronomicznych – Basque Culinary Center[9]